# Krožni lok
Króžni lók je v geometriji del krožnice omejen z dvema točkama, ki ju imenujemo krajišči. Če krajišči povežemo s središčem krožnice, dobimo središčni kot nad danim lokom.
Če središčni kot meri θ radianov, je dolžina ustreznega krožnega loka enaka:
{\displaystyle \ell =\theta r\!\,.}
Če središčni kot meri α stopinj, je dolžina ustreznega krožnega loka enaka {\displaystyle {\frac {\alpha }{360^{\circ }}}} obsega krožnice:
{\displaystyle \ell =2\pi r{\frac {\alpha }{360^{\circ }}}={\frac {\pi r\alpha }{180^{\circ }}}\!\,.}